# Paratomapoderus brachypterus
Paratomapoderus brachypterus es una especie de coleóptero de la familia Attelabidae.

## Distribución geográfica
Habita en Camerún, Gabón, Guinea y República Democrática del Congo.